# طارق احمد
طارق احمد (انگلیسی: Tareq Ahmed؛ زادهٔ ۱۲ مارس ۱۹۸۸) یک بازیکن فوتبال اهل امارات متحده عربی است.